# Aspidimorpha areata
Aspidimorpha areata (лат.) — вид жуков подсемейства щитоносок из семейства листоедов. Мелкие насекомые с длиной тела менее 1 см. Встречаются в тропической и субтропической Африке.

## Описание
Жуки желтоватой окраски с чёрными отметинами и длиной тела менее 1 см (от 5,7 до 8,4 мм; ширина от 3,9 до 5,9 мм). Растения хозяева из семейства Convolvulaceae: Ipomoea batatas, I. cairica, I. fistulosa, I. plebeia.
Паразиты: на куколках паразитируют наездники-хальциды рода Brachymeria (Hymenoptera: Chalcididae).
Вид был впервые описан в 1835 году под названием Cassida areata Klug, 1835, с 1896 года получил название Aspidomorpha areata с ошибкой в написании рода. В 1997 году включен в состав подрода Aspidimorpha (Afroaspidimorpha).

## Распространение
Широко распространён в тропической и субтропической Африке, главным образом в восточной и южной части материка и на Мадагаскаре.